# Vandellia thorelii
Vandellia thorelii är en tvåhjärtbladig växtart som beskrevs av Bonati. Vandellia thorelii ingår i släktet Vandellia och familjen Linderniaceae. Inga underarter finns listade i Catalogue of Life.